# Benzínová stanice v Hodkovicích nad Mohelkou
Benzínová stanice v Hodkovicích nad Mohelkou v okrese Liberec je zaniklá benzínová stanice, která stála v severní části ulici Rychnovská u kruhového objezdu, v blízkosti bývalého pivovaru při okresní silnici Jablonec nad Nisou – Turnov.

## Historie
Čerpací stanice byla postavena v roce 1934 investorem Walterem Neumannem z Jablonce nad Nisou podle projektu jabloneckého stavitele a architekta Ferdinanda Appelta. Funkci čerpací stanice doplňovala velká váha pro automobily, která souvisela s prodejem uhlí firmy Waltera Neumanna. Ten dal v roce 1927 na základě projektu českodubského stavitele Eduarda Arlta postavit sousední rodinný dům čp. 483 a obě živnosti, prodej uhlí a čerpací stanici, spojil do jednoho objektu.
Po připojení pohraničí k Německé říši převzala čerpací stanici německá společnost Naphthaindustrie und Tankanlagen AG (NITAG). Svému účelu sloužila až do 60. let 20. století, kdy byla v majetku koncernu Benzina.
Čerpací stanice byla zbořena mezi roky 2019 až 2022.

## Popis
Přestože jsou z protipožárních důvodů preferovány zděné konstrukce čerpacích stanic, byla stanice v Hodkovicích postavena ze dřeva. Měla dva čerpací stojany systému ROCCO, pumpu na olej a vodu a kompresor, byl zde také hydraulický hever určený pro drobné opravy, zejména defekty plášťů.
Stanice kioskového typu byla kryta profilovanou střechou, která kromě kiosku pro obsluhu váhy zakrývala také vnější ostrůvek se stojany. Zaoblenou střechu vynášela nad stojany trojice profilovaných sloupků, v zadní části spočívala střecha na kiosku. Dřevěný kiosek postavený na zděném soklu prosvětlovala ze všech stran jednoduchá, dvoukřídlá okna, dělená do čtyř tabulek. Z boku měl dveře s rámovou konstrukcí.
Váha pro vozidla stála před kioskem, čerpací stojany mezi sloupy směrem k silnici. Cisterna byla zabudována v železobetonové jímce pod zemí s napojením na čerpací stojany a na odlučovač výparů. Konstrukce sloupů byla ocelová, sloupek před kioskem obsahoval relikt nápisu NITAG.
Konstrukci střechy zajišťovala druhotně vložená novodobá ocelová konstrukce, tvořená dvěma stolicemi. V místech heveru vedle kiosku pak stála dodatečně vložena stavební buňka. Kiosek i části střechy a sloupů nesly stopy zelené barevnosti, pravděpodobně pozůstatek původní korporátní barevnosti společnosti NITAG, která využívala kombinaci zelené a žluté barvy.